# Facundo Castillón
Facundo Andrés Castillón (Rosario, 21 agosto 1986) è un ex calciatore argentino, di ruolo attaccante.

## Caratteristiche tecniche
È una seconda punta che può svariare su tutto il fronte offensivo.

## Palmarès

### Club
- Campionato argentino: 1

Racing Club: 2014